# Ridha Belhaj
Pour les articles homonymes, voir Ridha Belhaj (homonymie) et Belhaj.
Ridha Belhaj (arabe : رضا بلحاج), né le 16 février 1962 à Tunis, est un haut fonctionnaire, avocat et homme politique tunisien.
Secrétaire général du gouvernement puis ministre délégué auprès du Premier ministre, au sein du gouvernement de Béji Caïd Essebsi, en 2011, il devient chef du cabinet présidentiel de Caïd Essebsi en 2015 et ce jusqu'au 1er février 2016, lorsqu'il est remplacé par Selim Azzabi.

## Biographie

### Études
Ridha Belhaj étudie au lycée Alaoui de Tunis puis à l'Institut tuniso-algérien, où il obtient une licence de droit en 1986 et un diplôme d'économie douanière et fiscale en 1988.

### Carrière professionnelle
Il est d'abord chef de service à la direction générale des participations du ministère des Finances. À partir de 2002, il exerce la profession d'avocat auprès de la Cour de cassation.

### Carrière politique
À la suite de la révolution de 2011, Ridha Belhaj est brièvement, en février, secrétaire d'État auprès du Premier ministre dans le second gouvernement de Mohamed Ghannouchi. Dans le gouvernement de Béji Caïd Essebsi, il est nommé secrétaire général du gouvernement. Lors du remaniement ministériel de juin, il devient ministre délégué auprès du Premier ministre, et ce jusqu'à la fin du gouvernement, en décembre de la même année.
Après avoir quitté le gouvernement, il rejoint Nidaa Tounes lancé par Béji Caïd Essebsi et en devient porte-parole puis directeur exécutif.
Début 2015, après l'élection de Caïd Essebsi à la présidence de la République, il devient directeur de son cabinet. Il quitte ce poste le 1er février 2016,. Le 27 février, il est nommé à la tête du parti. Il en démissionne le 13 mai de la même année.
En juillet 2017, il annonce la création d'un nouveau parti baptisé Tounes Awalan (La Tunisie d'abord) dont il est le président du comité constitutif, avant de réintégrer Nidaa Tounes en juillet 2018.
Le 25 février 2023, il est arrêté pour complot contre l'État dans le cadre d'une série d'arrestations visant des personnalités opposées au régime.

### Distinction
Le 23 novembre 2011, il est décoré des insignes de commandeur de l'Ordre de la République tunisienne.

### Vie privée
Ridha Belhaj est marié et père de trois enfants.